# Arctosa fessana
Arctosa fessana este o specie de păianjeni din genul Arctosa, familia Lycosidae, descrisă de Roewer, 1960.
Este endemică în Libya. Conform Catalogue of Life specia Arctosa fessana nu are subspecii cunoscute.